# Microthalestris littoralis
Microthalestris littoralis är en kräftdjursart som beskrevs av Georg Ossian Sars 1911. I den svenska databasen Dyntaxa används istället namnet Parastenhelia littoralis. Enligt Catalogue of Life ingår Microthalestris littoralis i släktet Microthalestris och familjen Thalestridae, men enligt Dyntaxa är tillhörigheten istället släktet Parastenhelia och familjen Parastenheliidae. Arten är reproducerande i Sverige. Inga underarter finns listade i Catalogue of Life.